# 杨桃白彫螺
杨桃白雕螺（学名：Vanikoro distans），是中腹足目白雕螺科白雕螺属的一种。

## 分佈
主要分佈於台湾，常栖息在潮间带岩礁。